# Wilcze Śladowskie
Wilcze Śladowskie [ˈvilt͡ʂɛ ɕlaˈdɔfskʲɛ] est un village polonais de la gmina de Brochów dans le powiat de Sochaczew et dans la voïvodie de Mazovie.
Il se situe à environ 4 kilomètres au nord-est de Brochów, à 15 kilomètres au nord de Sochaczew et à 50 kilomètres à l'ouest de Varsovie.

Le village compte approximativement 30 habitants.